# Amancio (Cuba)
Pour les articles homonymes, voir Amancio.
Amancio est une ville et une municipalité de Cuba dans la province de Las Tunas.

## Géographie

### Situation
Amancio est dans le sud-est de l'île de Cuba, dans la pointe sud-ouest de la province de Las Tunas, et sur la rive nord du golfe de Guacanayabo dont elle est distante d'un peu moins de 50 km. Par route elle se trouve à 
637 km au sud-est de La Havane, 
88 km ouest de Las Tunas sa capitale de province, 
et 300 km au nord-ouest de Santiago de Cuba, la principale ville du sud de l'île.
La municipalité est traversée par le fleuve Sevilla, qui sert de limite avec la municipalité de Colombia pour ses derniers kilomètres (environ 30 km) avant de se déverser dans le golfe de Guacanayabo.
Sur la côte, la petite ville de Guayabal se trouve à la racine d'une péninsule qui se remarque particulièrement sur une côte relativement peu découpée.

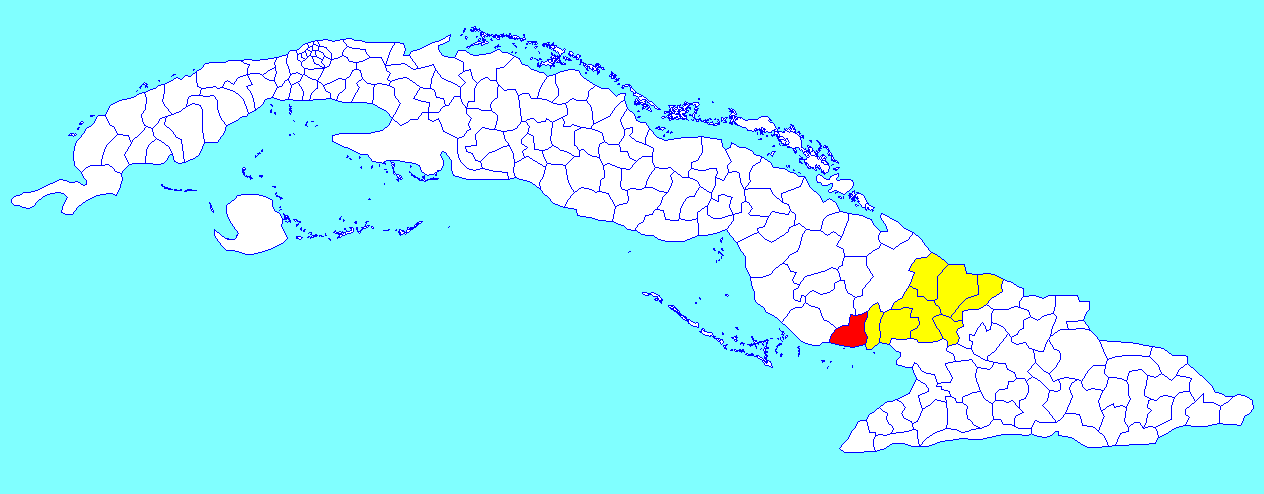
Municipalité de Amancio dans la province de Las Tunas

### Divisions administratives
Amancio a huit consejos populares :
- La Carretera
- El Batey
- La Aurora
- Ana Luisa
- Pedro Plaza
- Guayabal
- Vicente Pérez
- El Paraíso

## Population
En 2022 la population de la municipalité est estimée à 36 132 habitants. Pour une surface de 852,5 km2, la densité est de 42,38 habitants/km².

## Personnalités nées à Amancio
- Yordanis Arencibia, judoka, né en 1980